# Two Steps from Hell
Two Steps from Hell byla hudebně produkční společnost a zároveň umělecký projekt skladatelů Thomase Bergersena a Nicka Phoenixe, kteří jsou autory většiny hudby vydané pod touto značkou. Původním záměrem skladatelů byla produkce trailerové hudby, která se používá v krátkých upoutávkách určených nejčastěji k propagaci filmů a videoher, postupem času se ale začali skladatelé více zaměřovat na své fanoušky.
Hudba Two Steps from Hell je převážně orchestrální, často s elektronickými prvky. Žánrově vychází z trailerové a filmové hudby, skladatelé se ale nevyhýbají i jiným stylům a jejich tvorba se mísí s klasickou hudbou, různými žánry populární hudby a world music. Jedním z typických znaků jsou výrazné ženské vokály zahrnuté v mnoha skladbách.

## Historie
Skupina byla založena v roce 2006 v Los Angeles Thomasem Jacobem Bergersenem a Nickem Phoenixem a stala se významným producentem hudby. Skladba Heart of Courage byla použita na začátku poháru UEFA Euro 2012 a na finále atletiky na OH v Londýně 2012. Dnes je v seznamu trailerů jejich hudba v sérii Harry Potter a Fénixův řád, Harry Potter a Relikvie smrti – část 1, Harry Potter a Relikvie smrti – část 2, Star Trek, Fighter, Zrození Planety opic, Anna Kareninová, Tahle země není pro starý, 2012, Captain America: První Avenger, X-Men Origins: Wolverine, X-Men: První třída, Piráti z Karibiku: Na konci světa, Počátek, John Carter: Mezi dvěma světy, Temný rytíř, Tron: Legacy, Twilight sága: Zatmění, Princ z Persie. Jejich hudba je i v trailerech na hry Mass Effect 2, Mass Effect 3, Killzone 3, Star Wars: The old Republic. V roce 2010 začala skupina kromě alb určených pro využití v průmyslu vydávat také alba pro veřejnost.
Two Steps From Hell často spolupracuje s Capellen Orchestra (např. alba Dynasty, Legend, Power of Darkness, Invincible, Illusions, Nero, SkyWorld) a jejím zakladatelem, českým dirigentem Petrem Pololáníkem. Díky této spolupráci se pod tvorbou Two Steps From Hell výrazně podepisují i Češi.
V červnu 2013 uspořádali ve Walt Disney Concert Hall v Los Angeles první koncert pro veřejnost, na kterém zahráli některé z nejznámějších skladeb, např. Heart of Courage, Protectors of the Earth, To Glory, Strength of a Thousand Men, Black Blade nebo Breathe. Dne 26. června 2013 Bergersen oznámil, že se další koncert bude konat v Evropě.
8. dubna 2024 Nick Phoenix a Thomas Bergersen oznámili, že každý nyní v hudební branži půjde svojí cestou.

## Alba

### Alba vydaná pro veřejnost
Alba pro veřejnost obsahují vybrané skladby z průmyslových alb (např. alba Invincible, Archangel, Classics Volume 1 a 2) i zcela nové (např. alba Skyworld, Battlecry). Alba pro veřejnost s velkým množstvím nových skladeb byla vydána také jako alba pro průmysl, často s alternativními verzemi skladeb a v některých případech také s přidanými skladbami. Sólová alba Thomase Bergersena a Nicka Phoenixe byla vydána pod jejich jménem, ale jsou považována za součást tvorby Two Steps from Hell.
- Invicible (2010)
- Archangel (2011)
- Demon's Dance (2012)
- Halloween (2012)
- SkyWorld (2012)
- Classics Volume One (2013)
- Colin Frake On Fire Mountain (2014)
- Miracles (2014)
- Battlecry (2015)
- Classics Volume Two (2015)
- Vanquish (2016)
- Unleashed (2017)
- Dragon (2019)
- Dragon II (?) – pracovní název, oznámeno Thomasem Bergersenem při premiéře alba Dragon na serveru YouTube
- Orion (2019) – vydání alba z roku 2013 pro veřejnost
- Myth (2022)

#### Série Anthology
Od roku 2017 vydává skupina alba v sérii Anthology. Tato alba obsahují alternativní verze skladeb a skladby, které předtím nebyly vydány pro veřejnost v některém z jiných alb.
- Battlecry Anthology (2017)
- Nero Anthology (2017)
- Heaven Anthology (2017)
- Power of Darkness Anthology (2017)
- Illumina Anthology (2018)
- Legend Anthology (2019)
- Dreams & Imaginations Anthology (2020)

#### Kompilační alba vydaná pouze v Japonsku
- Legacy (2015)
- Impossible (2018)

#### Sólová alba a symfonické skladby Thomase Bergersena
- Illusions (2011)
- Sun (2014)
- American Dream (2018)
- Seven (2019)
- Humanity (?)

#### Sólová alba Nicka Phoenixe
- Speed Of Sound (2013)

### Alba vydaná pouze pro průmysl
- Volume 1 (2006)
- Shadows and Nightmares (2006)
- Dynasty (2007)
- All Drums Go to Hell (2007)
- Pathogen (2007)
- Nemesis (2007)
- Dreams & Imaginations (2007)
- Legend (2008)
- Ashes (2008)
- The Devil Wears Nada (2009)
- Power of Darkness (2010)
- All Drones Go to Hell (2010)
- Illumina (2010)
- Balls to the Wall (2011)
- Nero (2011)
- Two Steps from Heaven (2012)
- Burn (2012)
- Cyanide (2013)
- Crime Lab (2013)
- Open Conspiracy (2014)
- Amaria (2014)
- Empire (2015)
- Stronger Faster Braver (2015)
- Hammerfist (2017)
- Trapstar (2018)
- Greatest Hits Remastered (2020)
- Catch Me (2020)
- Landscapes (2020)
- Neon Nights (2020)

### Ostatní alba
Následující alba byla vytvořena jinými skladateli a vydána pod značkou Two Steps from Hell, ale nejsou prezentována jako součást jejich primární knihovny.
- Sinners (2010[3][4]) – Aleksandar Dimitrijevic
- Faction (2011[5]) – Brad Rue
- Solaris (2013) – Alex Pfeffer
- Orion (2013) – Michał Cielecki
- Quarantine (2014) – Brad Rue